# Elattarchus archidium
Elattarchus archidium es una especie de pez de la familia Sciaenidae en el orden de los Perciformes.

## Morfología
Los machos pueden llegar alcanzar los 25 cm de longitud total.

## Hábitat
Es un pez de clima tropical y bentopelágico que vive entre 2-38 m de profundidad.

## Distribución geográfica
Se encuentra en el Océano Pacífico oriental central: desde el Golfo de California hasta el Perú.

## Observaciones
Es inofensivo para los humanos.